# Gastronomía de Somalia
La gastronomía somalí se caracteriza por sus especias aromáticas y sabores intensos, reflejo de una distintiva mezcla de ricas tradiciones regionales y la influencia de extensas redes comerciales establecidas por comerciantes somalíes, cuyo largo monopolio sobre especias como la canela ha moldeado indeleblemente su perfil de sabor. 
En los últimos años, las tradiciones culinarias somalíes han ganado un creciente reconocimiento internacional, con chefs somalí-estadounidenses como Ifrah Ahmed y Hawa Hassan atrayendo considerable atención, un restaurante somalí recibiendo el Premio a la Mejor Pequeña Empresa en Estados Unidos, y establecimientos londinenses como Al Kahf y Sabiib convirtiéndose en destinos populares entre los amantes de la gastronomía.
Algunas especialidades somalíes notables incluyen kimis/sabaayad, canjeero/laxoox, xalwo (halwa), sambuusa (samosa), bariis iskukaris y muqmad/oodkac.
El consumo de carne de cerdo está prohibido en Somalia por la sharia, ya que la gran mayoría de la población es musulmana.

## Selección de platos

### En la mañana
El desayuno (quraac) es una comida importante para los somalíes, quienes suelen comenzar el día con un tipo de té (shaah) y un pan plano (canjeero), similar a la injera etíope, pero más pequeño y delgado.

El canjeero se come de diversas maneras, a veces partido en trozos pequeños con ghee (subag) y azúcar. Para los niños, se mezcla con té y aceite de sésamo (macsaaro) hasta que se vuelve pastoso. Puede acompañarse de hígado (de res), carne de cabra (ari hilib), carne de res en cubos cocinada en una base de sopa (suqaar) o carne seca de cabra o camello (oodkac o muqmad), hervida en mantequilla clarificada. La polenta (mishaari o gachas de boorash), hecha con mantequilla y azúcar, es popular en Mogadiscio. En el norte, se prefiere el pan (rooti). En Somalia, una versión más dulce y grasosa del canjeero, llamada malawax, es un alimento básico en las comidas caseras.

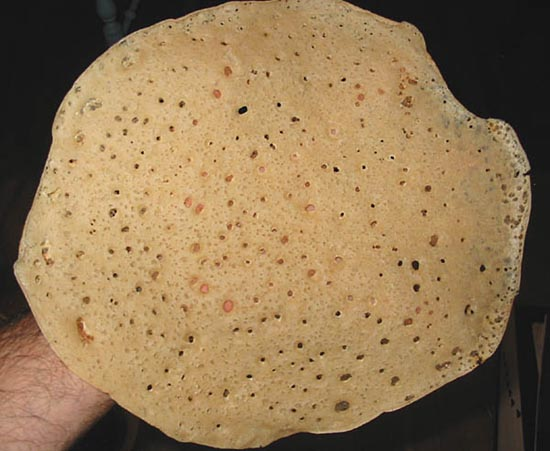
El Cajeero
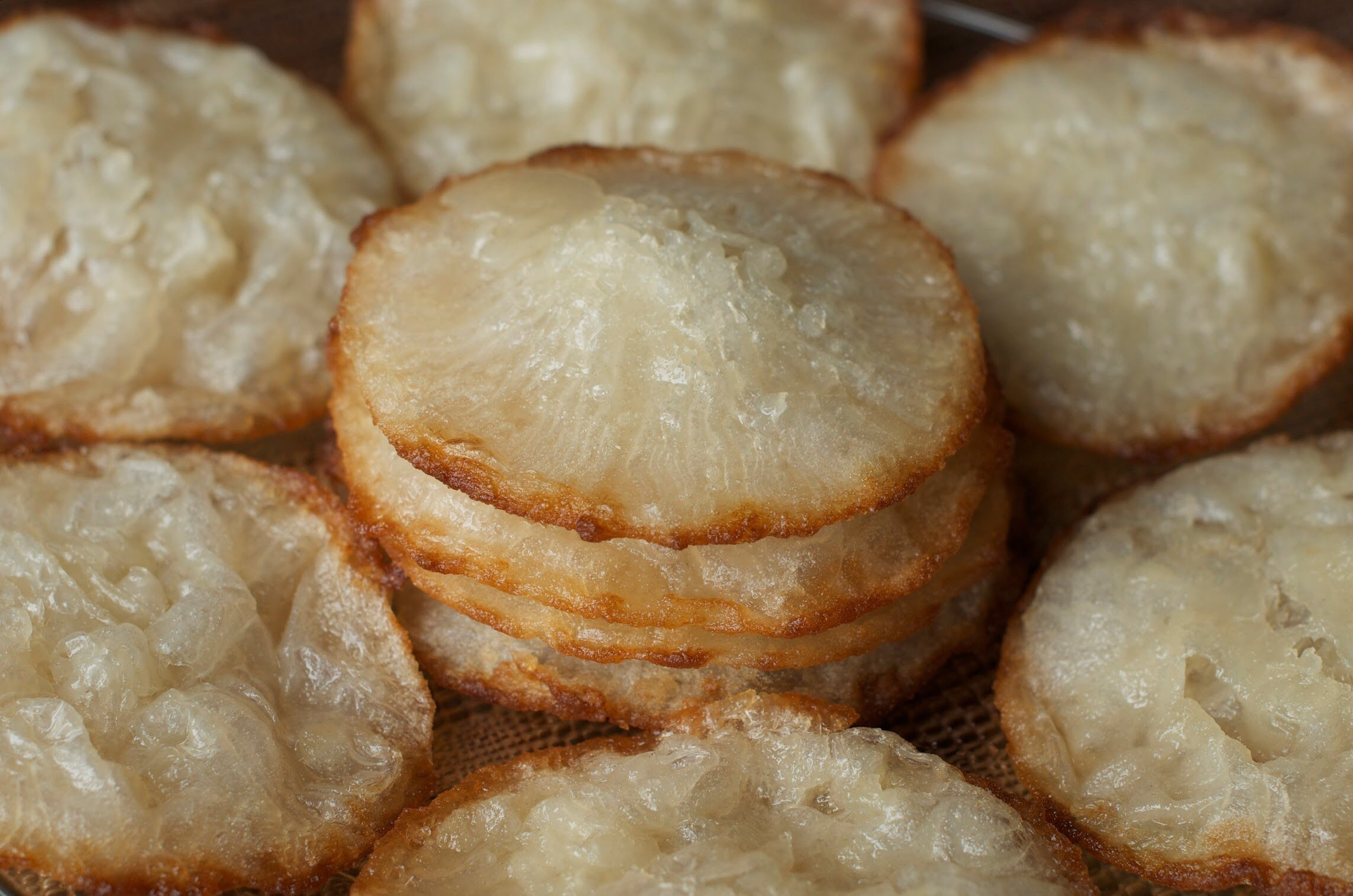
El Mashmash
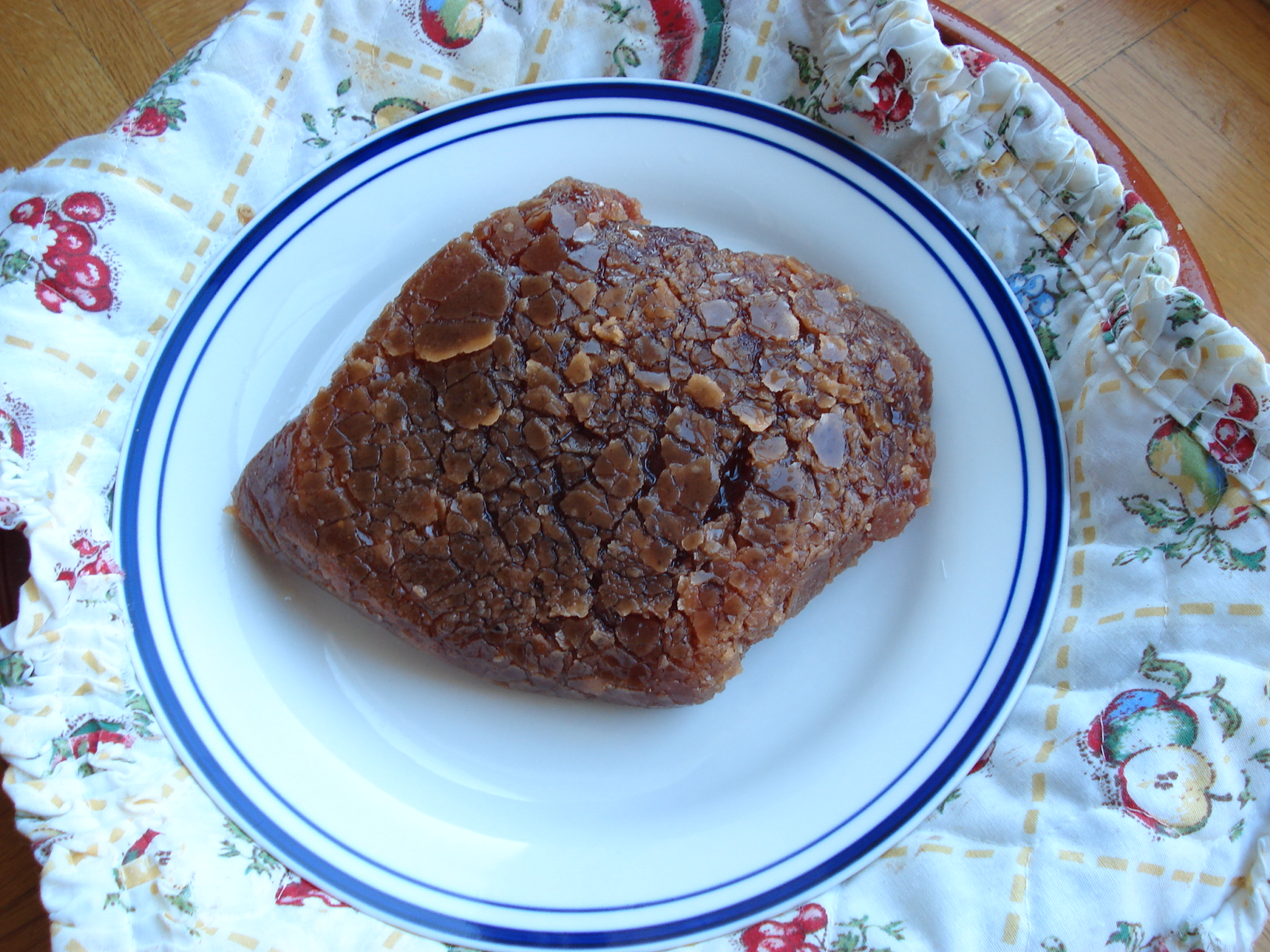
El Halwo
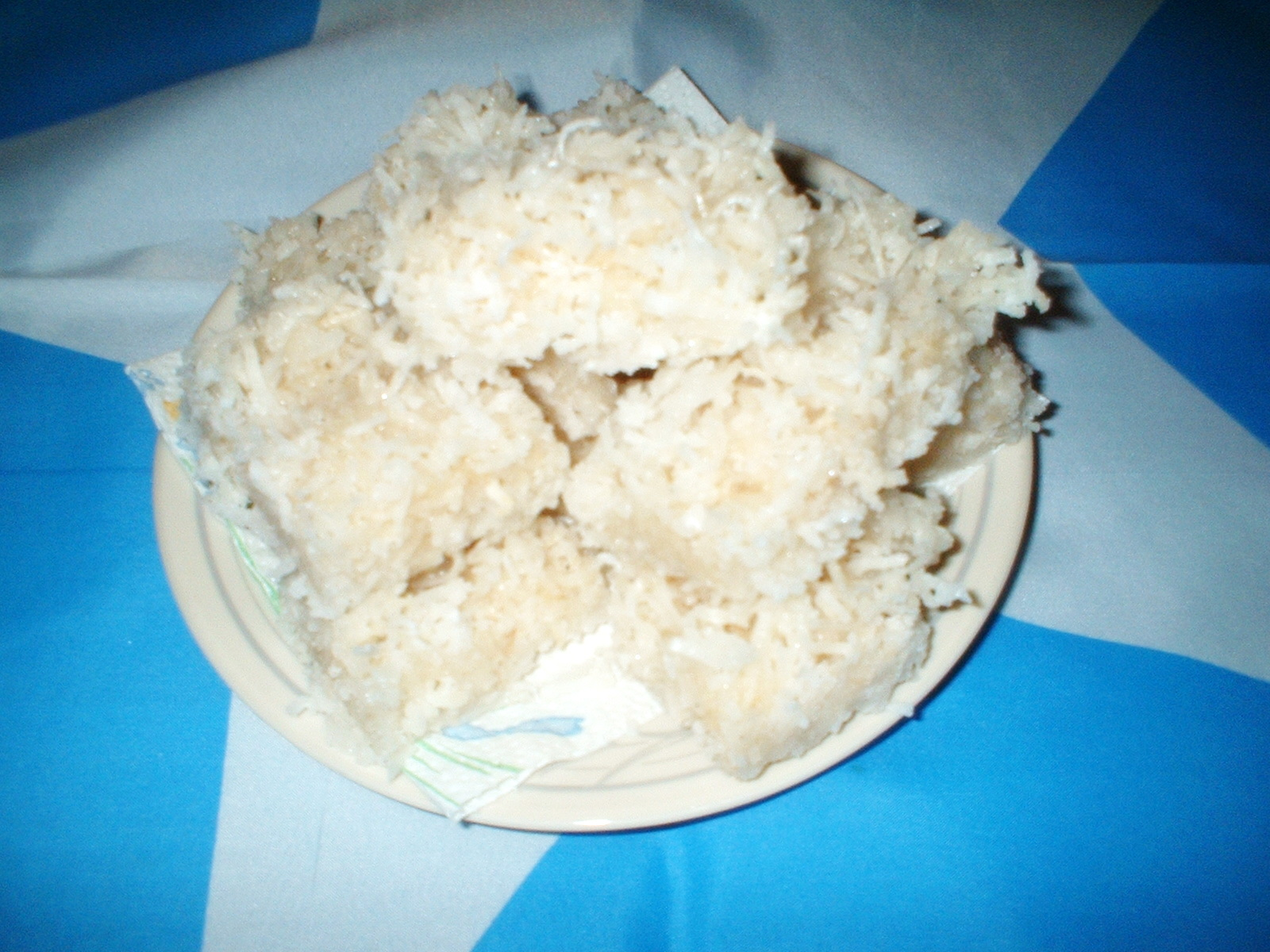
El Gashaato

### A medio dia
El almuerzo (qado) suele consistir en un plato principal elaborado de arroz (bariis) especiado con comino (kamuun), cardamomo (heyl), clavo (qaranfuul) y salvia.
En el sur, es común un estofado de arroz, verduras y, a veces, carne, llamado Iskudhexkaris. Además de los numerosos tipos de estofado (maraq), el arroz se sirve con carne. En Mogadiscio, el bistec (busteeki) y el pescado (kaluun) son muy populares.
La harina de maíz (soor) es popular. A diferencia de los kenianos, que comen ugali, los somalíes usan harina de maíz machacada con leche fresca, mantequilla y azúcar, o con estofado.
Una variante del chapati indio es el sabaayad. Al igual que el arroz, se sirve con estofado y carne. El sabaayad somalí suele ser un poco suave y cocinado con un poco de aceite.
La pasta (baasto) es popular y suele servirse con un guiso más espeso que la salsa italiana para pasta, o con un plátano.

Las bebidas más populares son el balbeelmo (pomelo), el raqey (tamarindo) y el isbarmuunto (limonada). En Mogadiscio, el cambe (mango), el seytuun (guayaba) y el laas (lassi) también son muy populares, mientras que en Hargeisa, en el norte, las bebidas favoritas son el fiimto (limonada) y el tufaax (manzana).

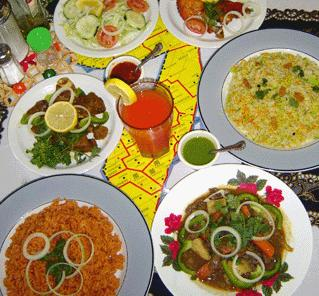
Surtido de varios platos populares somalíes
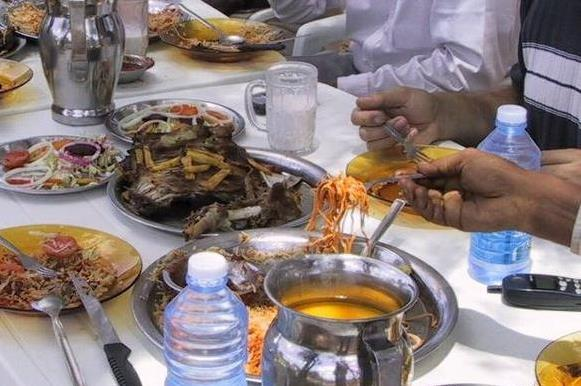
Muestra de platos somalís
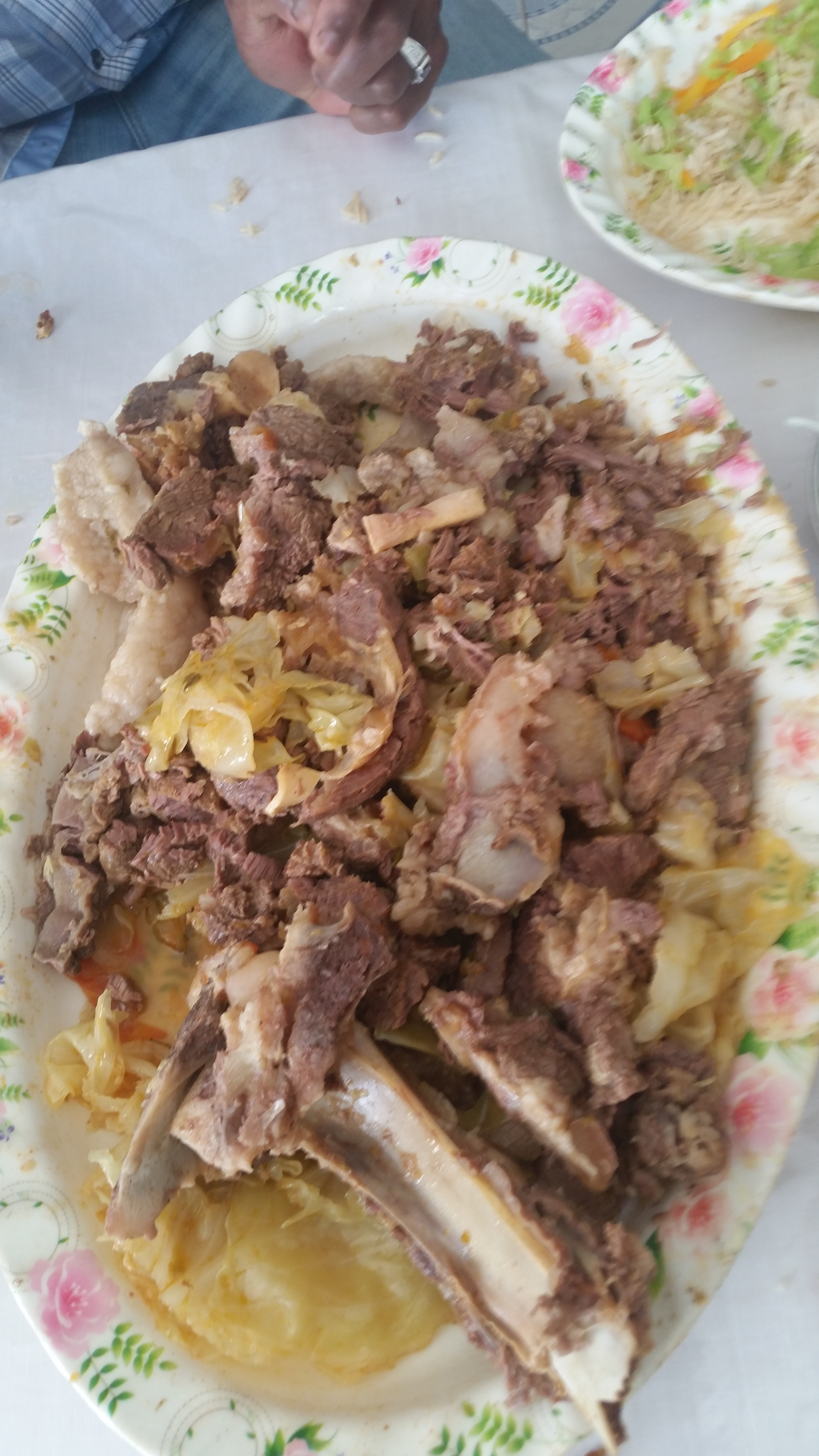
El Hilib Geel

### En la noche
El cambuulo, un plato popular, se prepara con frijoles azuki bien cocidos, mezclados con mantequilla y azúcar. Los frijoles pueden cocinarse hasta cinco horas seguidas si se dejan en la estufa a baja temperatura.

En 1988, el periódico somalí Xiddigta Oktoober realizó una encuesta y descubrió que los residentes de Mogadiscio preferían el cambuulo como plato principal. Este fue un descubrimiento sorprendente, ya que este plato se considera de "clase baja" debido a la flatulencia que producen los azúcares naturales (oligosacáridos) presentes en los frijoles.

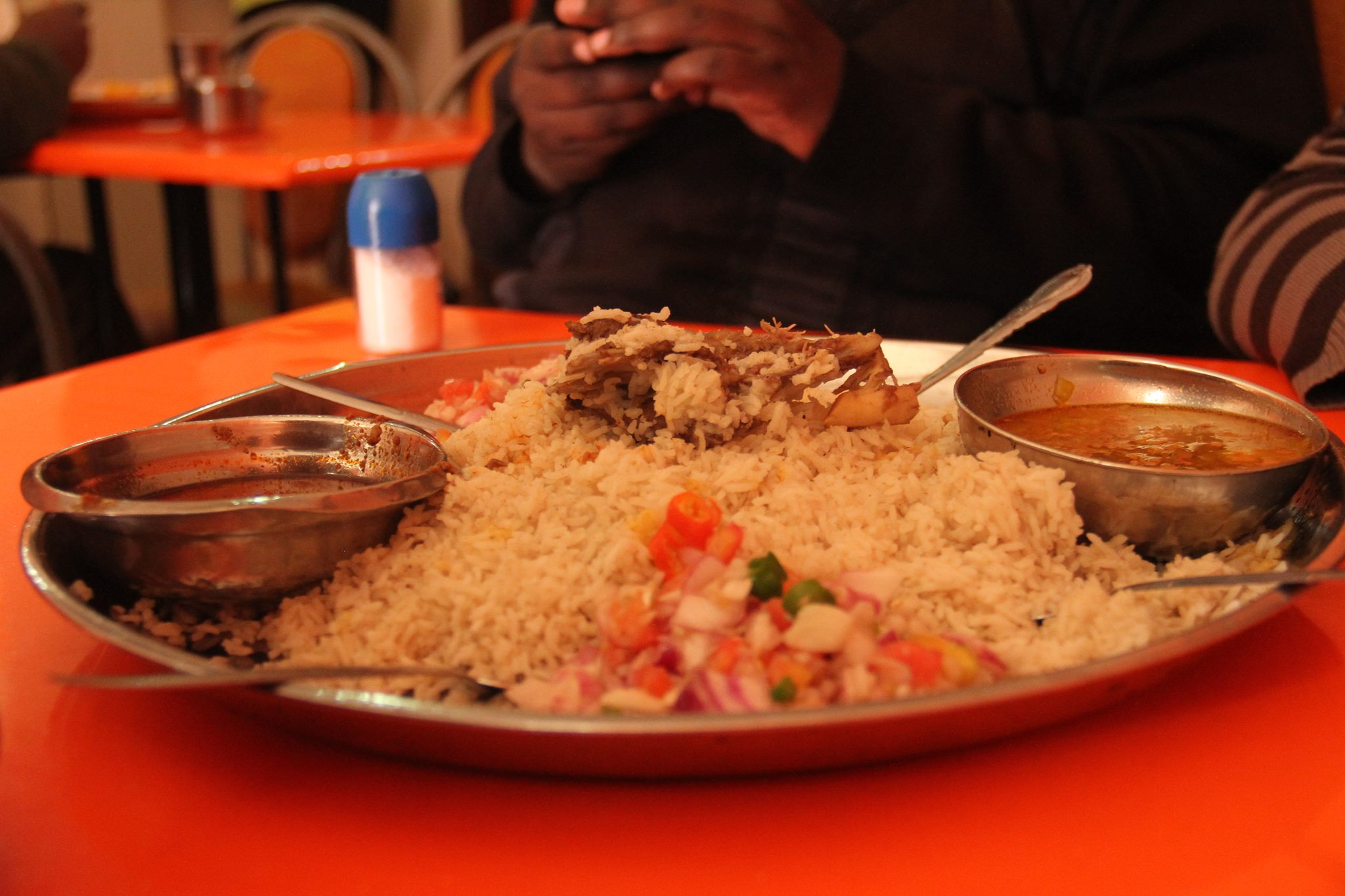
Pilau, comida común durante el mes sagrado del Ramadán
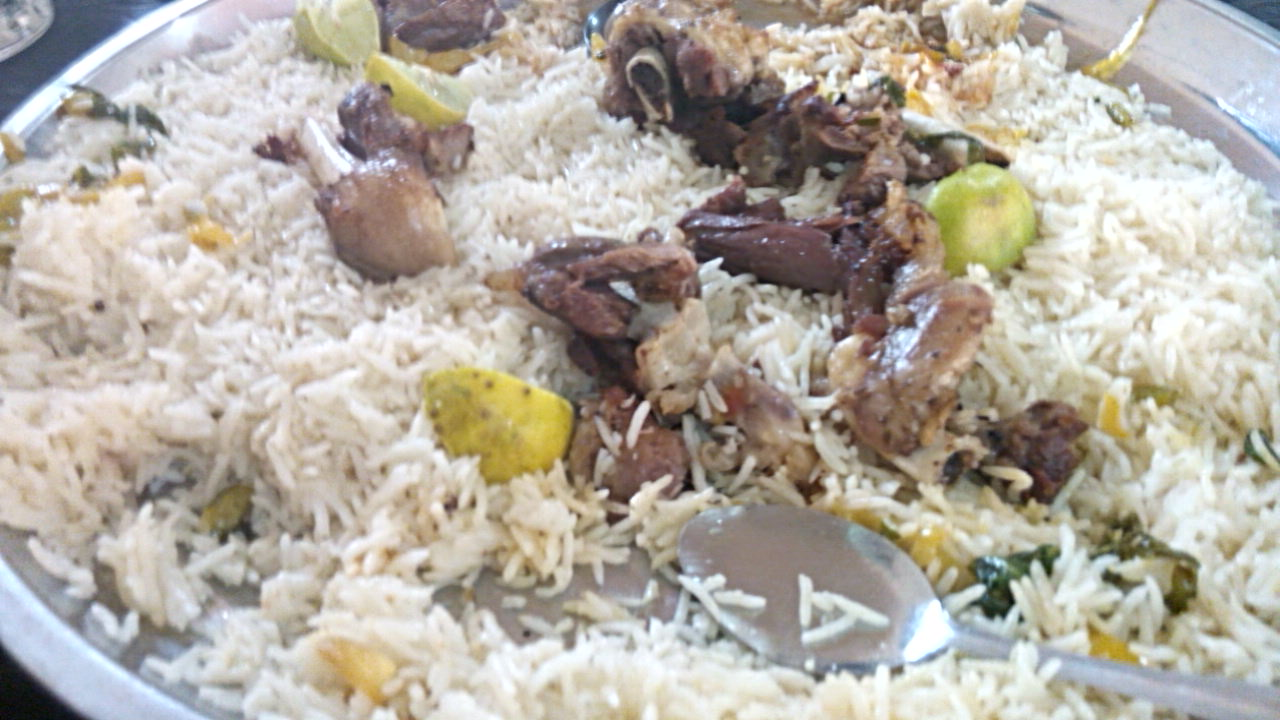
arroz con ternera
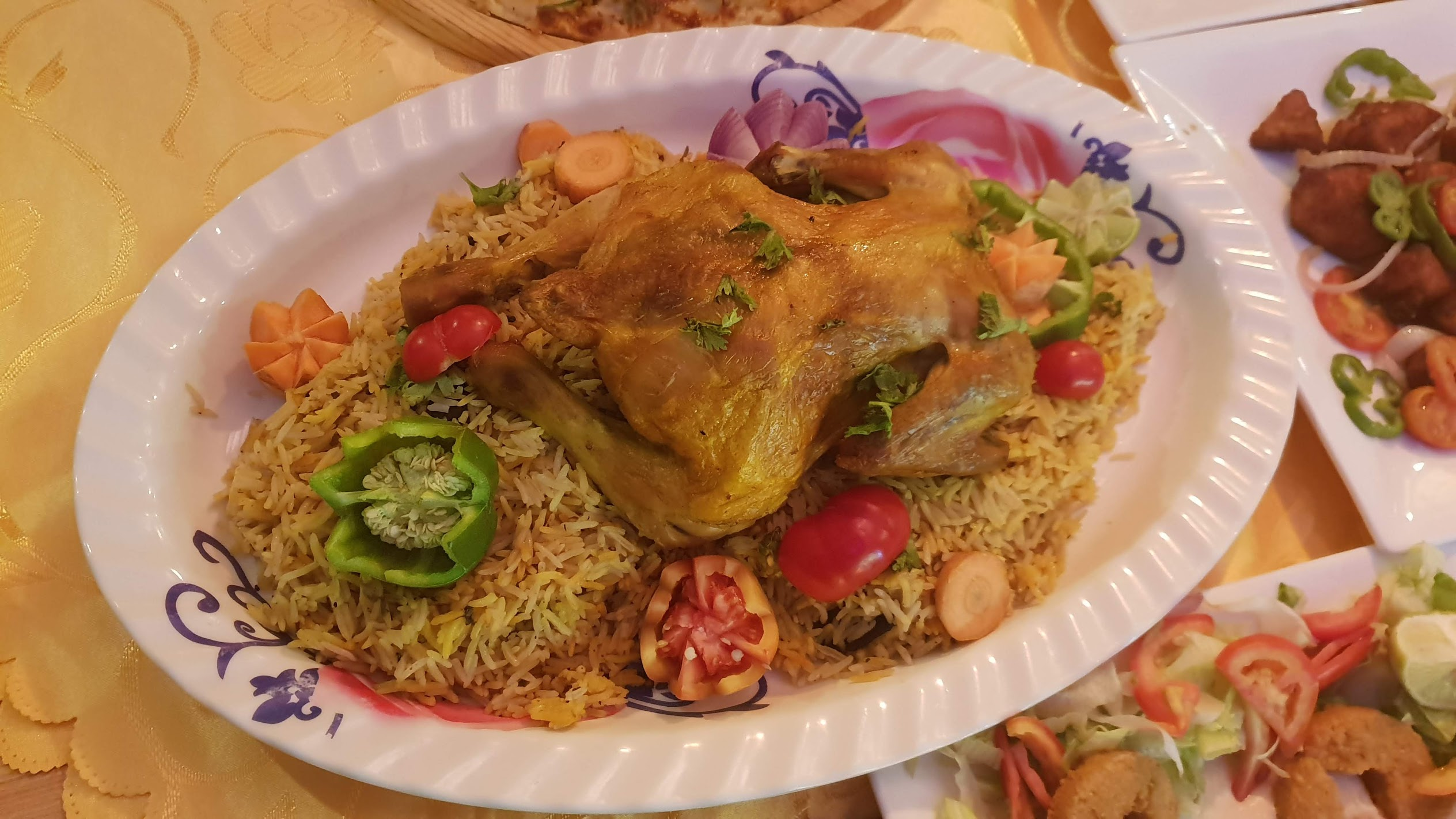
El Bariis Iskukaris

### Después de la comida
Los somalíes tradicionalmente perfuman sus hogares después de las comidas. El incienso (luubaan) o incienso preparado (uunsi) se coloca sobre carbón caliente dentro de un incensario (dabqaad) o un idin. Luego arde durante unos diez minutos. Esto mantiene el hogar perfumado durante horas. El incensario está hecho de esteatita, que se encuentra en zonas específicas de Somalia.